# Jacotella ornata
Jacotella ornata är en kvalsterart som först beskrevs av Balogh och Csiszár 1963.  Jacotella ornata ingår i släktet Jacotella och familjen Gymnodamaeidae. Inga underarter finns listade i Catalogue of Life.